# جيف القاتل
جيفري الآن وودز أو كما يسمى شائعاً جيف القاتل (بالإنجليزية: Jeff the killer) هو شخصية خيالية وقاتل متسلسل خيالي وشخصية رئيسية في ألعاب كريبي باستا، وهو موجود في العديد من ألعاب الفيديو وقصص الرعب على الإنترنت. ظهرت الشخصية لأول مرة في عام 2008 على اليوتيوب، ومبتكرها هو يوتيوبر يدعى سيسور. عادة ما يتم ربط شخصية جيف القاتل بشخصية سليندرمان.